# 克里斯·卡特 (編劇)
克里斯托弗·卡尔·卡特（英語：Christopher Carl Carter，1956年10月13日—），是一位美國電視劇劇作家、製片家，他最成功的作品是《X檔案》。

## 生平
他生於加州的貝爾福勒，其雙親的是威廉與凱瑟琳。大學時期，主修新聞，並於1979年畢業於加州州立大學長灘分校（加州州立大学长滩分校）。他的兄弟凱格·卡特（W. Craig Carter）是麻省理工學院物料科學與工程系的教授。
卡特離開大學後進入衝浪雜誌工作。接下來的五年，他在世界各地旅行，並同時扮演一名自由作家與雜誌的助理編輯。
他的職業生涯在1985年開始有了轉變，華德迪士尼電視娛樂公司的總裁杰弗瑞·卡森伯格讀了卡特的電視劇劇本後，便邀請他到公司裡製作節目。在為傑弗里工作的期間，卡特撰寫並製作了許多電視影集，其中包含試播的電視節目《夜瑪瑙》（Cameo By Night）與《羊母》（The Nanny）以及後來未正試播出的情境喜劇《法蘭·卓雪》。他也共同製作喜劇《白手起家》（Rags to Riches）的第二季。在1989年創作並製作迪士尼夜間喜劇《Brand New Life》。
卡特也使用DFowley的筆名在《X檔案》相關的網站與新聞社群裡刊登文章。

## 1013製片場
1993年，在製作《X檔案》後，卡特創辦了1013製片場。這個名字是取自卡特本人的生日。在1993年到2002年之間，製片場所製作的作品有：
- 201集的《X檔案》（The X-Files）
- 67集的《法眼奇案》（Millennium）
- 9集的《惡域》（惡域（英语：Harsh Realm））
- 13集的《孤槍俠》（The Lone Gunmen）
- 電影《X檔案：征服未來》（The X-Files: Fight the Future）
- 電影《X檔案：我要相信》（The X-Files: I Want to Believe）

在《X檔案》最紅的時期，1013的辦公室座落在加州的洛杉磯並聘請法蘭克．史波尼茲擔任總裁，而瑪麗．艾斯塔多瑞安（Mary Astadourian）擔任副總裁、珍妮．費恩（Jana Fain）為經理。直到《X檔案》系列最後一集結束後，1013就關閉，並停止一切活動至今。史波尼茲與法恩也開始發展自己的事業巨光制片场。完全沒有人知道卡特是否對1013未來的作品有何計畫（當然也包含《X檔案》的後續作品）。
2016年，1013製作了《X檔案》第十季的全六集迷你系列，並已正式播出。

## 外部連結
- Chris Carter在互联网电影资料库（IMDb）上的資料（英文）
- The X-Files Wiki - Chris Carter